# Atlas (Computerspiel)
Atlas ist ein Massive Multiplayer Online Game, welches am 22. Dezember 2018 in der Early-Access-Phase für die Betriebssystemfamilie Microsoft Windows erschienen ist.

## Spielprinzip und Spielwelt
In Atlas übernehmen die Spieler die Rollen von Piraten, die eine mysteriöse Welt erkunden und ihr eigenes Piratenschiff gestalten können. Dabei treffen sie auf feindlich gesinnte Mitspieler und vom Spiel bereitgestellte Kreaturen wie Drachen. Kernelemente sind das Aufbauen einer Crew, Schiffsschlachten und die Suche nach Schätzen. Gegenstände können gesammelt werden und durch ein Crafting-System zu Ausrüstung, Waffen und Bauteilen verarbeitet werden.
Die Spielwelt ist 1200 Mal größer als Ark: Survival Evolved und bis zu 40.000 Spieler können in derselben Spielwelt gleichzeitig spielen. Damit ist sie so groß, dass das Umsegeln der Karte über 30 Stunden dauert.

## Entwicklung und Veröffentlichung
Bei den Game Awards 2018 kündigte Studio Wildcard, der Entwickler von Ark: Survival Evolved, das Massively-Multiplayer-Online-Spiel an. Um Atlas entwickeln zu können, hatte Studio Wildcard das Schwesterstudio Grapeshot Games gegründet und eine einjährige Rekrutierungsphase durchgeführt, um sicherzustellen, dass die Entwicklung nicht dazu führt, die Weiterentwicklung von Ark: Survival Evolved zu vernachlässigen.
Das Spiel wurde am 22. Dezember 2018 auf der Vertriebsplattform Steam in der Early-Access-Phase für Microsoft Windows veröffentlicht. Ursprünglich war der Release aber für den 13. Dezember und danach für den 20. und 21. Dezember geplant. 2019 soll ebenfalls eine Version für PlayStation 4 und Xbox One erscheinen.
Später sollen außerdem U-Boote hinzugefügt werden, um auch die Unterwasserwelt erkunden zu können.

## Rezeption

### Kritiken und Spielerzahlen
Auf Steam wurde das Spiel großteils negativ bewertet. Kritisiert wurden von den Spielern hierbei vor allem Spielfehler, die das Spiel teils unspielbar machen und die Performance beeinflussen, das unübersichtliche Menü sowie Parallelen zu Ark, die noch einmal als „Reskin“ bzw. Remake verkauft werden sollen. Selbst die positiven Bewertungen sind teilweise auch zynisch und sarkastisch.
Trotz der vielen negativen Kritik verkaufte sich das Spiel sehr gut und befand sich auf Platz 12 der meistverkauften Spiele auf Steam. Zu Hochzeiten wurde das Spiel von über 50.000 Spielern gleichzeitig gespielt. Durch Updates versucht der Entwickler die Fehler im Spiel zu beheben und das Spielgefühl zu verbessern und weist auf die Anfälligkeit bei einer Early-Access-Version hin. Das Wirtschaftsmagazin Forbes bezeichnet den Start des Spiels als einen der gescheitertsten in der Geschichte der Computerspiele. Trotz der negativen Kritik landete das Spiel im Zeitraum vom 31. Dezember 2018 bis zum 6. Januar 2019 auf Platz 4 der wöchentlichen Steam-Topseller-Charts.

### Spielerverhalten und User-generated content
Neben der Kritik am Spielgefühl hat das Spiel auch mit Hacker- und Cheaterangriffen zu kämpfen. Allerdings unterstützt das Spiel auch die Entwicklung von Mods. So können zum Beispiel moderne Waffen und Fahrzeuge hinzugefügt werden, die nicht ins Setting passen. Des Weiteren gibt es Spannungen in der Community, die sich teils in persönlichen Angriffen oder Rassismus äußern. 
Spieler haben selbst Battle-Royale-Events organisiert, obwohl es diesen Modus nicht im Spiel gibt.